# Anna Jabłonowska

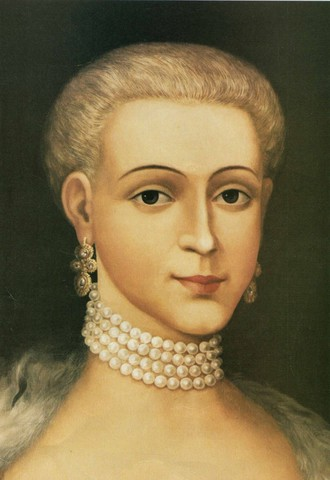
Anna Paulina z Sapiechów Jabłonowska

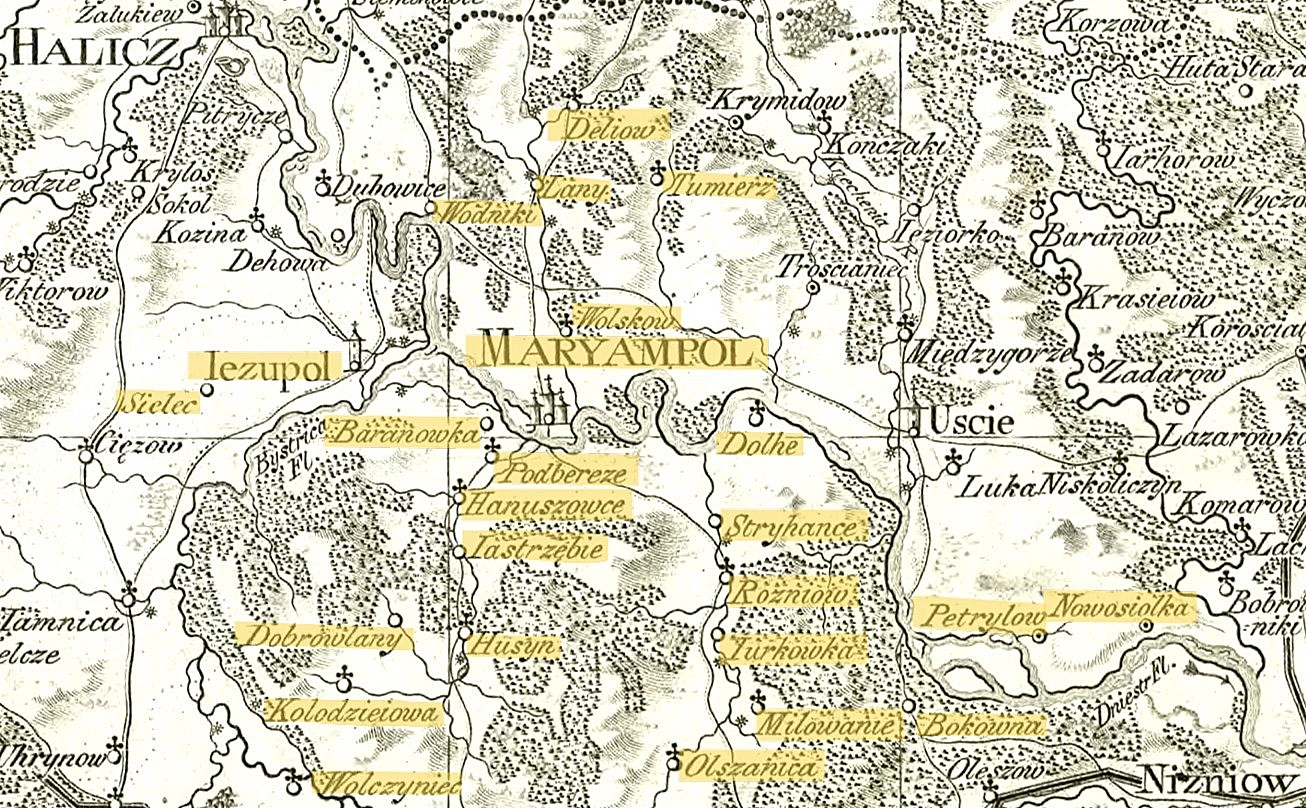
dobra marjampolskie w ziemi halickiej województwa ruskiego w I Rzeczypospolitej 1824

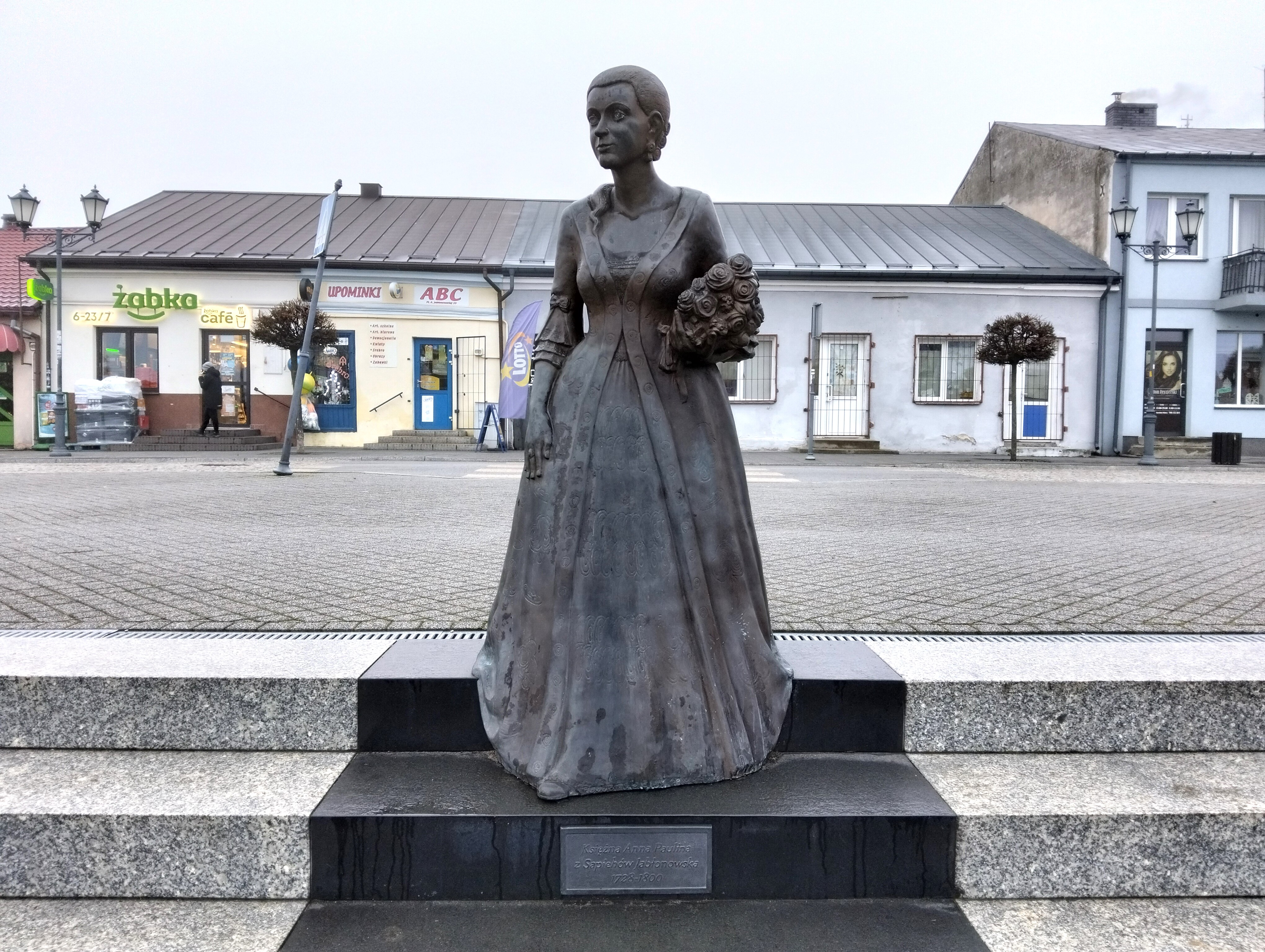
Pomnik Anny Jabłonowskiej na Rynku w Kocku

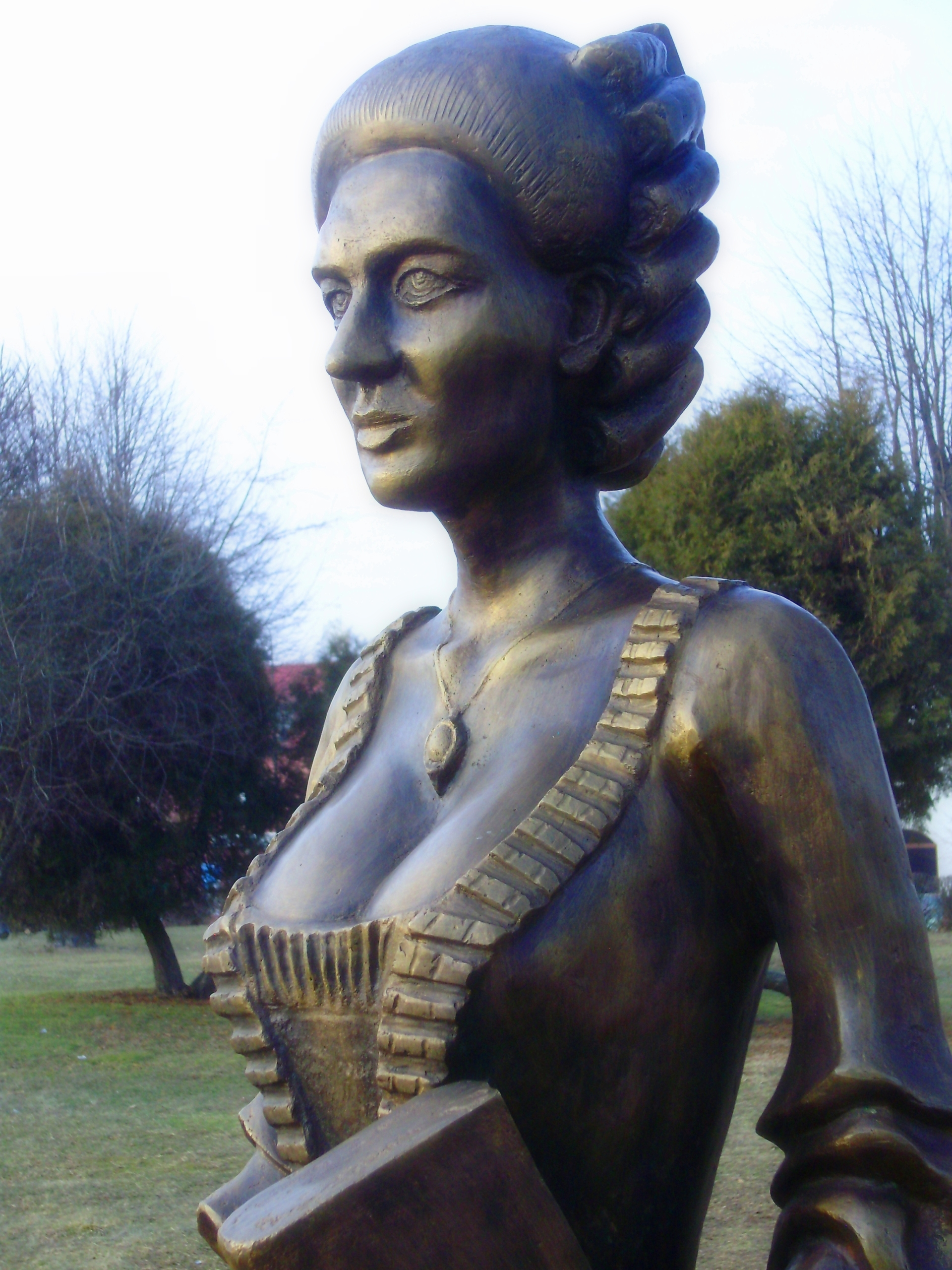
Pomnik Anny Jabłonowskiej w Siemiatyczach

Anna Paulina z Sapiehów Jabłonowska (ur. 22 czerwca 1728 w Wołpie, zm. 7 lutego 1800 w Ostrogu) – księżna, wojewodzina bracławska (jako żona Jana Kajetana Jabłonowskiego), ekonomistka, kolekcjonerka, mecenaska nauki i sztuki, sprawna administratorka swoich dóbr.

## Życiorys
Była córką Karoliny Teresy z Radziwiłłów z pierwszego jej małżeństwa z Kazimierzem Leonem Sapiehą (generał artylerii litewskiej), gdy Aleksandra–Teofila była córką tejże Karoliny z drugiego jej małżeństwa z Józefem Aleksandrem Jabłonowskim (1711–1777). Po śmierci ojca (1738) wychowywała się pod opieką ojczyma. W roku 1750 została żoną Jana Kajetana Jabłonowskiego (1699–1764), wojewody bracławskiego od roku 1754.
Należała do najznakomitszych postaci kobiecych polskich w XVIII w. Zdolna i wykształcona, po śmierci męża Jana Kajetana Jabłonowskiego rzuciła się w wir walk politycznych, a po elekcji Stanisława Augusta Poniatowskiego wystąpiła przeciw niemu, popierając swymi wpływami konfederację barską, szczególnie na dworach w Wiedniu i Paryżu. Po upadku konfederacji pogodziła się z królem i wycofała się z życia politycznego i odtąd całą duszą oddała się pracy społecznej, starając się usilnie o podniesienie kultury duchowej i materialnej wśród poddanych w swych wsiach i miasteczkach. Za przykładem innych magnatów polskich zniosła w swych dobrach pańszczyznę, zaprowadzając w jej miejsce czynsze. Budowała szpitale i fabryki, chcąc w ten sposób podnieść stan zdrowotny i materialny poddanej jej ludności. Interesowała się żywo rozwojem swych olbrzymich posiadłości (państwo siemiatyckie, kockie i wysockie), a dla unormowania obowiązków poddanych i urzędników opracowała Ustawy powszechne dla dóbr moich rządców (8 tomów, Warszawa, 1786).
Zwana była Księżną Panią na Kocku i Siemiatyczach. Odziedziczyła dobra na Podlasiu (dobra siemiatyckie), Lubelszczyźnie (dobra kockie, Wysokie Lubelskie), Wołyniu (dobra berezdowskie, dobra pruskuniewskie, część miasta Ostroga, Stare i Nowe Miasto, Mokrowola) i Małopolsce Wschodniej (w ziemi lwowskiej: dobra kukizowskie i strzelińskie oraz w ziemi halickiej - dobra mariampolskie). Dobra mariampolskie obejmowały (pisownia wg mapy): MARYAMPOL, Baranowka, Wolskow, Rozniow, Strychance, Dolhe, Petrylow, Nowosiolka, Tumierz, Deliow, Lany, Wodniki, Jezupol, Wolczyniec, Kolodzieiowa, Dobrowlany, Hanuszowce, Jastrzębie, Podbereze, Olszanica, Jurkowka, Milowanie, Bokowna, Sielec, Husyn.   
Zapisała się trwale w rozbudowie tych miast. Działała za granicą od 1769, ale już w 1771  powróciła przez Gdańsk do kraju. Zamieniła podupadłe Siemiatycze w tętniący życiem ośrodek gospodarczy i kulturalny państwa siemiatyckiego. Wybudowała tu ratusz, drukarnię, szkołę akuszerek, szpital i manufaktury, stwarzając ważny ośrodek handlowy regionu. Zorganizowała kasę zapomogowo–pożyczkową włościan. W Kocku przebudowała stary pałac Firlejów, zamieniając go w okazałą rezydencję. Zapraszała do siebie zagranicznych uczonych, a w pałacu w Siemiatyczach zgromadziła wielką bibliotekę i bogatą kolekcję historii naturalnej, jedną z najlepszych w ówczesnej Europie. Jej reformy zakończyły się finansową ruiną.
Według najbardziej rozpowszechnionej wersji księżna zmarła 7 lutego 1800 w Ostrogu, gdzie też została pochowana.

## Twórczość

### Ważniejsze utwory
- Ustawy powszechne dla dóbr moich rządców, t. 1–7, Siemiatycze 1783–1785; wyd. następne: t. 1–8, Warszawa 1786 (2 wydania)
- Porządek robót miesięcznych ogrodnika na cały rok wypisany i na miesiące podzielony, Siemiatycze 1786; wyd. następne: wyd. 2 Warszawa 1787; wyd. 3, 1792
- Księga ekonomiczna na trzy części podzielona, rękopis: Ossolineum, sygn. 3705/III[1]

### Przekłady
- Physiologia albo krótko zebrane lekcje elementarne o naturze i własnościach duszy, Siemiatycze 1786; wyd. 2 ze zmienioną w części egzemplarzy kartą tytułową: Psychologia..., Warszawa 1786, (autorstwo przekładu przypisuje jej Estreicher)[1]

### Listy i materiały
- Do J. A. Jabłonowskiego z roku 1762, rękopis: Biblioteka Czartoryskich, sygn. 1136
- Korespondencja z J. A. Jabłonowskim z lat 1763–1764, rękopis: Biblioteka Czartoryskich, sygn. 1153
- Do Stanisława Augusta z lat 1764–1780, rękopis: Biblioteka Czartoryskich, sygn. 665
- Listy z okresu konfederacji barskiej w zbiorze A. Krasińskiego, rękopis: Biblioteka Czartoryskich, sygn. 948
- Do J. A. Jabłonowskiego z roku 1771, rękopis: Biblioteka Czartoryskich, sygn. 1156
- Do Stanisława Augusta 2 listy z lat: 1770, 1792; rękopis: Biblioteka Czartoryskich, sygn. 727
- Do J. A. Jabłonowskiego (przed rokiem 1777), rękopis: Biblioteka Czartoryskich, sygn. 845
- Do Stanisława Augusta 9 listów z lat: 1780–1784; rękopis: Biblioteka Czartoryskich, sygn. 666
- Do Stanisława Augusta 3 listy z lat: 1780–1786 oraz dokumenty urzędowe; rękopis: Biblioteka Czartoryskich, sygn. 697
- Do Stanisława Augusta 2 listy z lat: 1786–1787; rękopis: Biblioteka Czartoryskich, sygn. 699
- Do Stanisława Augusta 3 listy z lat: 1787–1792; rękopis: Biblioteka Czartoryskich, sygn. 732
- Do Stanisława Augusta z roku 1792, rękopis: Biblioteka Czartoryskich, sygn. 922
- Listy w zbiorze A. z Potockich Branickiej, rękopis: Archiwum Główne Akt Dawnych (Archiwum Wilanowskie)
- Korespondencja w zbiorach byłego Ossolineum Lwowskiego (Archiwum Sapiehów, teka 32)
- Ustawy dla mego rządcy, rękopis: Biblioteka Czartoryskich, sygn. 1508
- Akta i różne materiały, rękopisy: Ossolineum, sygn.: 5429/III, 5772/II[1]